# Clavilla (nàutica)
Una clavilla (escrit en certs documents "cabilla") és una peça usada en velers tradicionals per a fermar-hi els caps de tota mena de cordes emprades a bord.
En velers moderns aquesta peça ha estat substituïda per les maneguetes, però els grans velers -fins i tot de construcció moderna- acostumen a mantenir-la.
La forma d'una clavilla és característica. Està constituïda per una barra de metall o de fusta dura amb una mena de mànec tornejat a l'extrem formant una peça única.
Les clavilles s'insereixen verticalment en el claviller, un suport de fusta que disposa de forats, anomenats clavillots, del mateix diàmetre que el de les barres de les clavilles. Les clavilles sobresurten per sota del claviller en proporció semblant a la surt el mànec per damunt. Encara que siguin desmuntables la seva posició normal és fixa.

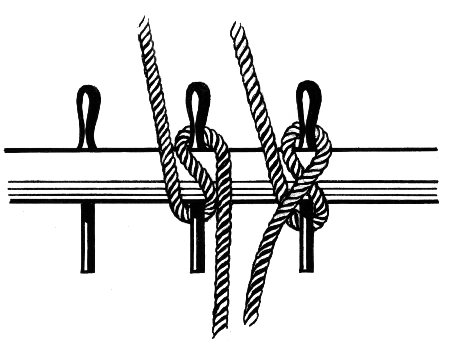
Com es ferma el cap a la clavilla
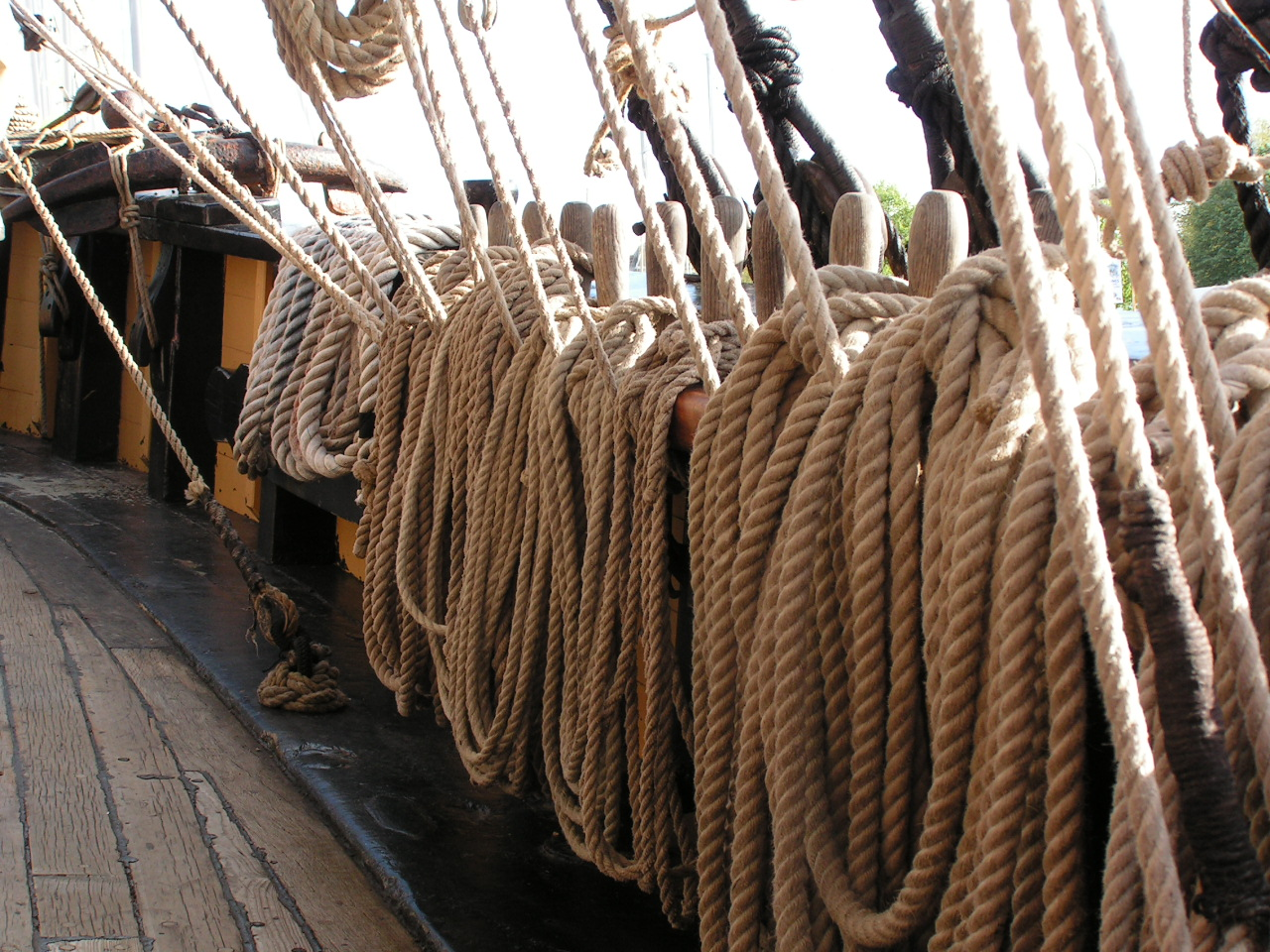
Clavilles amb caps fermats i ordenats

Hi ha clavillers a ambdues bandes del vaixell i a peu dels pals.
Els caps es fermen a les clavilles de manera semblant a com es fa amb les maneguetes. Si el cap arriba des de dalt la primera volta es fa per sota del claviller i es passa amunt i cap a l'altra banda fent una mena de essa. Tres voltes i una mossegada ("one hug and three kisses" és la regla mnemotèctica en anglès).
Un cop fermat el cap, les clavilles permeten ordenar la longitud sobrera seguint la rutina dictada per l'experiència en cada cas.

## Altres usos
La forma i dimensions de les clavilles permetia el seu ús com a eines (per exemple per a rematar un peix sobre la coberta) i com a armes defensives i ofensives.